# (500024) 2011 SW
(500024) 2011 SW es un asteroide perteneciente al cinturón de asteroides, descubierto el 13 de mayo de 2010 por el equipo del Spacewatch desde el Observatorio Nacional de Kitt Peak, Arizona, Estados Unidos.

## Designación y nombre
Designado provisionalmente como 2011 SW.

## Características orbitales
2011 SW está situado a una distancia media del Sol de 3,146 ua, pudiendo alejarse hasta 3,784 ua y acercarse hasta 2,507 ua. Su excentricidad es 0,202 y la inclinación orbital 11,86 grados. Emplea 2038,50 días en completar una órbita alrededor del Sol.
Los próximos acercamientos a la órbita de Júpiter se producirán el 18 de diciembre de 2086, el 11 de mayo de 2097 y el 28 de julio de 2107, entre otros.

## Características físicas
La magnitud absoluta de 2011 SW es 16,8.